# Skawica (rzeka)
Skawica – rzeka w południowej Polsce, lewy dopływ Skawy. Jej długość wynosi 23,3 km, a powierzchnia dorzecza 145,96 km². Średni spadek 3,25%.
Za główny, źródłowy odcinek Skawicy zwyczajowo przyjmowany jest potok Jałowiec, wypływający spod Przełęczy Jałowieckiej w masywie Babiej Góry. Źródła znajdują się na wysokości 1130 m. Skawica płynie w północno-wschodnim kierunku przez wsie Zawoja, Skawica i Białka. W tej ostatniej na wysokości ok. 370 m, w miejscu o współrzędnych 49°42′32″N 19°41′53″E/49,708889 19,698056, uchodzi do Skawy. Największe dopływy Skawicy to potoki: Gołyńka, Jałowiec, Jaworzynka, Kalinka, Mosorny Potok, Potok Surmiaków, Rotnia, Skawica Sołtysia, Skawica Górna i Wełcza
Dolina Skawicy stanowi naturalną granicę pomiędzy Beskidem Makowskim (Grupa Mędralowej i Pasmo Jałowieckie) i Pasmem Babiogórskim należącym do Beskidu Żywieckiego. Przebiega nią droga wojewódzka nr 957, łącząca Białkę z Orawą przez przełęcz Krowiarki.